# Dolores Johnson Sastre
Dolores Johnson Sastre (Valencia, 1969), también conocida como Lola Johnson, es una política y periodista española. Ha sido consejera de la Generalidad Valenciana en los gobiernos del Partido Popular de la Comunidad Valenciana de los presidentes Francisco Camps y Alberto Fabra.

## Biografía
De madre valenciana y padre ecuatoguineano, Johnson nació en la ciudad de Valencia. Estudió y se graduó en una licenciatura en Derecho por la Universidad de Valencia, empezó a trabajar en el ámbito de las comunicaciones. En 1994 fue presentadora en un programa en español por Canal 9, En primera persona, con escaso éxito y continuidad.
Dos años después recaló en la Aitana, los informativos de la conexión valenciana de RTVE, donde presentaba el clima y fue redactora de la producción hasta convertirse en presentadora del noticiario. En 2002 se convirtió en directora del Canal 37, un canal de televisión de Alicante, así como su productora anexa, en un ambicioso proyecto que aspiraba convertir el canal en un holding mediático regional.

## Radio Televisión Valenciana
En septiembre de 2003 fue nombrada subdirectora de Canal 9.
En el año 2004, con la llegada de Francisco Camps al frente de la Generalidad, Lola Johnson retornó a Valencia al ser nombrada directora de Punt 2, el segundo canal de la televisión pública valenciana. En esta época combinó la dirección con la presentación del programa cultural en valenciano Encontres, emitido por el mismo canal.
En otoño de 2007, tras la reelección de Camps, fue nombrada directora de informativos de RTVV, en sustitución de Lluis Motes. Ocupaba este cargo cuando estalló el caso Gürtel, la investigación llevada a cabo por el juez Baltasar Garzón y que reveló una red de corrupción política vinculada al Partido Popular.
En noviembre de 2009 subió un escalón más y fue nombrada directora de Televisión Valenciana, que reúne a los diferentes canales televisivos públicos de la región.
El 22 de mayo de 2014 la justicia dictó un auto en el que imputaba a Johnson y a otros cuatro exdirectivos de RTVV, por una denuncia presentada por Compromís relativa al agujero de 1.300 millones de pérdidas acumuladas y a irregularidades contractuales.

## Consejera de Turismo, Cultura y Deporte
En junio de 2011 dio el salto a la política cuando el presidente Camps ―al inicio de la VIII Legislatura― la nombró consejera de Turismo, Cultura y Deporte a la vez que portavoz del Consejo gobernado por el Partido Popular de la Comunidad Valenciana.
Fue así la primera mulata que formó parte de un gobierno valenciano.
Abandonó entonces RTVV, dejando el Canal 9 con sus mínimos históricos de audiencia.
Un mes más tarde ―en julio de 2011―, cuando dimitió Camps debido a su conexión con el caso Gürtel, el nuevo presidente Alberto Fabra la confirmó como consejera y portavoz.
El 5 de diciembre de 2011 Johnson compareció en las Cortes, donde confirmó que la Generalidad valenciana pondría a la venta la Ciudad de la Luz (estudios cinematográficos creados por iniciativa del cineasta Luis García Berlanga).
El 7 de diciembre de 2011, el presidente Fabra anunció su destitución como portavoz.
Fue reemplazada por José Císcar.
Continuó su trabajo como consejera de Turismo, Cultura y Deporte.
El 20 de diciembre de 2011, Johnson fue nombrada secretaria ejecutiva de coordinación de las comisiones de estudio del Partido Popular de la Comunitat Valenciana, cargo de nueva creación en la estructura del partido.